# Noriko Narazaki
Noriko Sugarawa-Narazaki (楢崎 教子, Narazaki Noriko) est une judokate japonaise née le 27 septembre 1972 à Yamato (Kanagawa). 

## Biographie
Elle est médaillée de bronze aux Jeux olympiques d'été de 1996 à Atlanta dans la catégorie des moins de 52 kg.
Après avoir été sacrée championne du monde des moins de 52 kg en 1999 à Birmingham, elle remporte une médaille d'argent olympique en 2000 à Sydney dans la même catégorie.